# Męczennicy z Damaszku
Emanuel Ruiz i 7 Towarzyszy z Zakonu Braci Mniejszych oraz Franciszek, Abdel Mooti i Rafael Massabki – grupa męczenników zamordowanych za odmowę wyrzeczenia się wiary w lipcu 1860 roku.

## Historia
W nocy z 9 na 10 lipca 1860 klasztor Kustodii Ziemi Świętej w Bab Touma w Damaszku został zaatakowany przez grupę druzów. Napastnicy zamordowali z nienawiści do chrześcijaństwa ośmiu franciszkanów i trzech rodzonych braci maronitów, którzy szukali schronienia w konwencie.

## Lista męczenników
- Emanuel Ruíz – Hiszpan, kapłan zakonny, gwardian, 56 lat
- Karmel Volta – Hiszpan, kapłan zakonny, 57 lat[2]
- Engelbert Kolland – Austriak, kapłan zakonny, 33 lata
- Askaniusz Nicanore – Hiszpan, kapłan zakonny, 46 lat
- Piotr Soler – Hiszpan, kapłan zakonny, 33 lata
- Mikołaj Maria Alberga y Torres – Hiszpan, kapłan zakonny, 30 lat
- Franciszek Pinazo – Hiszpan, brat zakonny, 58 lat
- Jan Jakub Fernández – Hiszpan, brat zakonny, 52 lata
- Franciszek Massabki – maronita
- Abd al-Muti Massabki – maronita
- Rafał Massabki – maronita

## Beatyfikacja, kanonizacja i kult
Beatyfikacji wszystkich męczenników dokonał papież Pius XI w dniu 10 lipca 1926 roku. We własnym kalendarzu liturgicznym Kustodii Ziemi Świętej grupa męczenników damasceńskich czczona jest wspomnieniem obowiązkowym przypadającym w dniu 10 lipca. Wspomnienie posiada własne teksty Liturgii godzin. W Godzinie czytań jako drugie czytanie podany został fragment z Listu bł. Emanuela do Prokuratora Ziemi Świętej.
23 maja 2024 Stolica Apostolska ogłosiła zatwierdzenie przez papieża Franciszka opinii kardynałów i biskupów w celu kanonizacji błogosławionych męczenników. Data ich kanonizacji została ogłoszona na konsystorzu, który odbył się 1 lipca 2024. 
20 października 2024, podczas uroczystej mszy św. na placu świętego Piotra, papież Franciszek dokonał kanonizacji bł. męczenników wpisując ich i innych trzech błogosławionych w poczet świętych Kościoła katolickiego. 